# Walenty Kosmalski
Walenty Kosmalski (ur. 13 lutego 1919 w Krotoszynie, zm. 3 grudnia 1987 tamże) – muzyk wojskowy, uczestnik kampanii wrześniowej.

## Życiorys[1]
W 1933 ukończył szkołę podstawową w rodzinnym mieście.
Ze względu na nieprzeciętny talent muzyczny został przyjęty do orkiestry 56 Pułku Piechoty Wielkopolskiej. Przez dwa lata uczył się równolegle gry na instrumentach dętych i perkusyjnych. Naukę praktyczną i teoretyczną odbywał pod okiem kpt. kplm. Władysława Sadowskiego.
W 1935 został oddelegowany na egzamin konkursowy do Wojskowej Szkoły Muzycznej w Katowicach. Po pomyślnie zdanym egzaminie rozpoczął naukę w klasie tuby jako instrumentu głównego pod opieką prof. Feliksa Kwiatkowskiego, w klasie kontrabasu jako instrumentu dodatkowego u prof. Jana Głuszyńskiego oraz w klasie fortepianu jako instrumentu dodatkowego pod opieką prof. Marii Wernickiej. Wykładowcami przedmiotów teoretycznych byli: dr Adam Mitcha, dr Cyrus Sobolewski, Tadeusz Prajsner i kpt. Marian Drożyński.
Po trzech latach nauki i pozytywnym zdaniu wszystkich egzaminów został odkomenderowany do Orkiestry Batalionu Stołecznego w Warszawie, której kapelmistrzem był kpt. kplm. Zygmunt V Grabowski.
W czasie kampanii wrześniowej brał udział w obronie Stolicy w 2. kompanii Batalionu Stołecznego. 28 września 1939 dostał się do niewoli niemieckiej, skąd najprawdopodobniej uciekł już 7 października. Po powrocie do domu w tzw. „łapance” został aresztowany przez Niemców i wywieziony na roboty w głąb Rzeszy.
Od 2 października 1941 r. do 2 września 1942 przebywał w niemieckim więzieniu. Później trafił do obozu koncentracyjnego w Buchenwaldzie, gdzie przybywał do 1 maja 1945 r.
Pod koniec roku kończącego II wojnę światową powrócił do Krotoszyna, gdzie powołał do życia kilka zespołów muzycznych i pełnił funkcję kapelmistrza. W latach 1948–1952 kierował orkiestrą dętą przy Cukrowni w Zdunach, a w latach 1952–1957 orkiestrą przy zakładach TOR w Krotoszynie. W roku 1957 objął funkcję kapelmistrza orkiestry przy zakładach mechanicznych Bumar w Łabędach. Tam rozwinął swoją działalność artystyczną i pedagogiczną w zespołach związkowych i w szkołach przyzakładowych.
W 1979 przeszedł na emeryturę, pracując wcześniej w Bumarze Łabędy.
Po wybudowaniu domu zamieszkał w Paczynie na Śląsku, skąd w drugiej połowie lat 80. wrócił do Krotoszyna i zamieszkał na osiedlu Korczaka. Niemal do końca życia aranżował utwory muzyczne.
Zmarł po ciężkiej chorobie w Krotoszynie 3 grudnia 1987 r. Spoczywa w nowej części cmentarza w Krotoszynie, gdzie jest pochowany wraz z żoną Marią z domu Rosik, z którą ożenił się w 1947, miał trzech synów: Ryszarda, Włodzimierza i Jana, trzech wnuków i trzy wnuczki.
Został odznaczony m.in. Krzyżem Kawalerskim Orderu Odrodzenia Polski, Srebrnym Krzyżem Zasługi (1969), Medalem „Za udział w Wojnie Obronnej 1939” (1986) oraz wieloma wyróżnieniami regionalnymi i resortowymi.
Notka biograficzna na temat Walentego Kosmalskiego znalazła się w opracowaniu Przyczynek do historii Orkiestry 56 Pułku Piechoty Wlkp. autorstwa Jana Teresińskiego wydanej w Krotoszynie w 1990 r.